# Gerrhosaurus typicus
Gerrhosaurus typicus là một loài thằn lằn trong họ Gerrhosauridae. Loài này được Smith mô tả khoa học đầu tiên năm 1837.